# 3alfa-idrossi-5beta-androstano-17-one 3alfa-deidrogenasi
La 3alfa-idrossi-5beta-androstano-17-one 3alfa-deidrogenasi è un enzima appartenente alla classe delle ossidoreduttasi, che catalizza la seguente reazione:
3α-idrossi-5β-androstano-17-one + NAD+ ⇄ 5β-androstano-3,17-dione + NADH + H+